# Cristian Torres (cyclisme, 1991)
Pour les articles homonymes, voir Cristian Torres et Torres.
Torres  Calderón est un nom espagnol. Le premier nom de famille, en général paternel, est Torres ; le second, en général maternel, souvent omis, est Calderón.
Cristian Camilo Torres Calderón, né le 21 octobre 1991, est un coureur cycliste colombien.

## Palmarès
- 2016
  - 2e étape de la Vuelta a la Independencia Nacional
  - Orchard Beach Criterium
  - Grand Prix Mengoni

## Classements mondiaux
| Année            | 2015 | 2016 | 2017 |
| ---------------- | ---- | ---- | ---- |
| UCI America Tour | 377e | 321e | 382e |